# Assedio di Futamata
La fortezza di Futamata fu il primo obbiettivo di Takeda Shingen nella sua campagna contro Tokugawa Ieyasu. Nel 1572 lasciò l'assedio di Futamata nelle mani del figlio Takeda Katsuyori.
La fortezza era costruita sul bordo di una scogliera, con vista sul fiume Tenryū; Katsuyori notò che le scorte d'acqua della guarnigione erano ottenute attraverso un complesso sistema di secchi vuoti che venivano fatti cadere nel fiume e poi tirati su. Decise di mandare delle zattere senza guida lungo il fiume; queste si scontrarono contro il pozzo-torre che serviva per recuperare l'acqua. Privati del loro approvvigionamento d'acqua, la guarnigione Tokugawa si arrese rapidamente.
I Takeda quindi si mossero verso la principale fortezza Tokugawa a Hamamatsu, dove avrebbero combattuto la battaglia di Mikatagahara due mesi più tardi.